# Gérard Encausse
Gérard Encausse (La Coruña, 13 luglio 1865 – Parigi, 25 ottobre 1916) è stato un esoterista e medico francese, anche noto con lo pseudonimo Papus.

## Origini
Gérard Anaclet Vincent Encausse nacque il 13 luglio 1865 a La Coruña (Spagna), figlio di Louis Encausse, studioso d'alchimia. Fu battezzato lo stesso giorno della nascita.
Fu educato secondo la tradizione cattolica e ricevette il sacramento della Prima Comunione il 26 aprile 1877 nella chiesa di Saint Pierre de Montmartre, a Parigi; si sposò il 23 febbraio 1895 nella chiesa di Notre-Dame-d'Auteuil, sempre a Parigi. Successivamente fu scomunicato. Fu medico e si occupò di ipnosi al seguito del dottor Luys, massima autorità del tempo in materia di guarigioni attraverso l'ipnosi. Sosteneva infatti che l'ipnosi doveva essere esercitata dai medici abilitati ai soli fini terapeutici.

## Formazione
Studiò al collegio militare Rollin dal 1888 al 1891, mentre svolgeva il servizio militare, e ottenne il grado di Ufficiale di Sanità il 24 maggio 1891; in seguito divenne maestro di scienze l'11 giugno 1892.

## Attività e opere
Abitava a Montmartre, e possedette parecchi studi medici, il più famoso dei quali era a Parigi, al 5 rue de Savoie.
Fu iniziato alla massoneria nel 1882 da Delaage e da Chaboseau nel 1888 (con il quale scambiò la propria iniziazione). Nell'ottobre del 1888 fonda la rivista L'Initiation, pubblicata fino al 1912 (prima Serie), dedicata allo studio delle scienze occulte e delle tradizioni esoteriche.
```
In seguito aderì alla 
Società Teosofica
 di 
Madame Blavatsky
 e fu cofondatore della rivista 
Hermes
, da cui si dimise il 19 maggio 1890. Nello stesso anno, per divergenze con Madame Blavatsky si dimetterà anche dalla Società Teosofica.
```

La sua prima opera letteraria apparirà nel 1884; seguiranno parecchie opere sulle scienze occulte, i tarocchi, la Kabbala, la magia, la reincarnazione, i numeri, seguite anche da opere su Martinez de Pasqually e Louis Claude de Saint-Martin, gli ispiratori del movimento da lui fondato detto appunto Martinismo.

## Origine dello pseudonimo
Papus fu il suo nome mistico e magico; era il nome che poteva condurre ai numi; lo prese dal Nuctéméron di Apollonio di Tiana  (molto ben conosciuto grazie al magista francese Eliphas Lévi e ai suoi discepoli, fino a giungere a Franz Bardon). Era il nome del genio della prima ora, il genio della medicina.
Seppe però anche essere un uomo allegro e mondano, prendendo parte ad attività dello "chat noir" sulla collina di Montmartre (locale molto in voga tra la fine dell'800, e gli inizi del 900). Passava moltissimo tempo nelle biblioteche alla ricerca di testi antichi. Questo gli permetteva d'opporre alla tradizione orientale una tradizione occidentale.
A Parigi lo troviamo a frequentare gli esoteristi del tempo; tra quelli a lui più vicini troviamo Stanislas de Guaïta (nobile d'origine lombarda), Paul Sédir (impiegato alla B.N.F.) e Joséphin Péladan, che presto abbandonerà il gruppo per farne uno proprio (ma senza successo).
Nel 1888, incontra Pierre-Augustin Chaboseau che gli confida di avere anche lui un'iniziazione risalente a L. C. de Saint-Martin. Coincidenza perlomeno "strana" che darà ancora più forza e autorità al nuovo Ordine che si andava costituendo, e la cui struttura sarà definitivamente stabilita nel 1891.
Scrisse più di 160 testi a nome Papus o Gérard Encausse.

## L'incontro con Maître Philippe

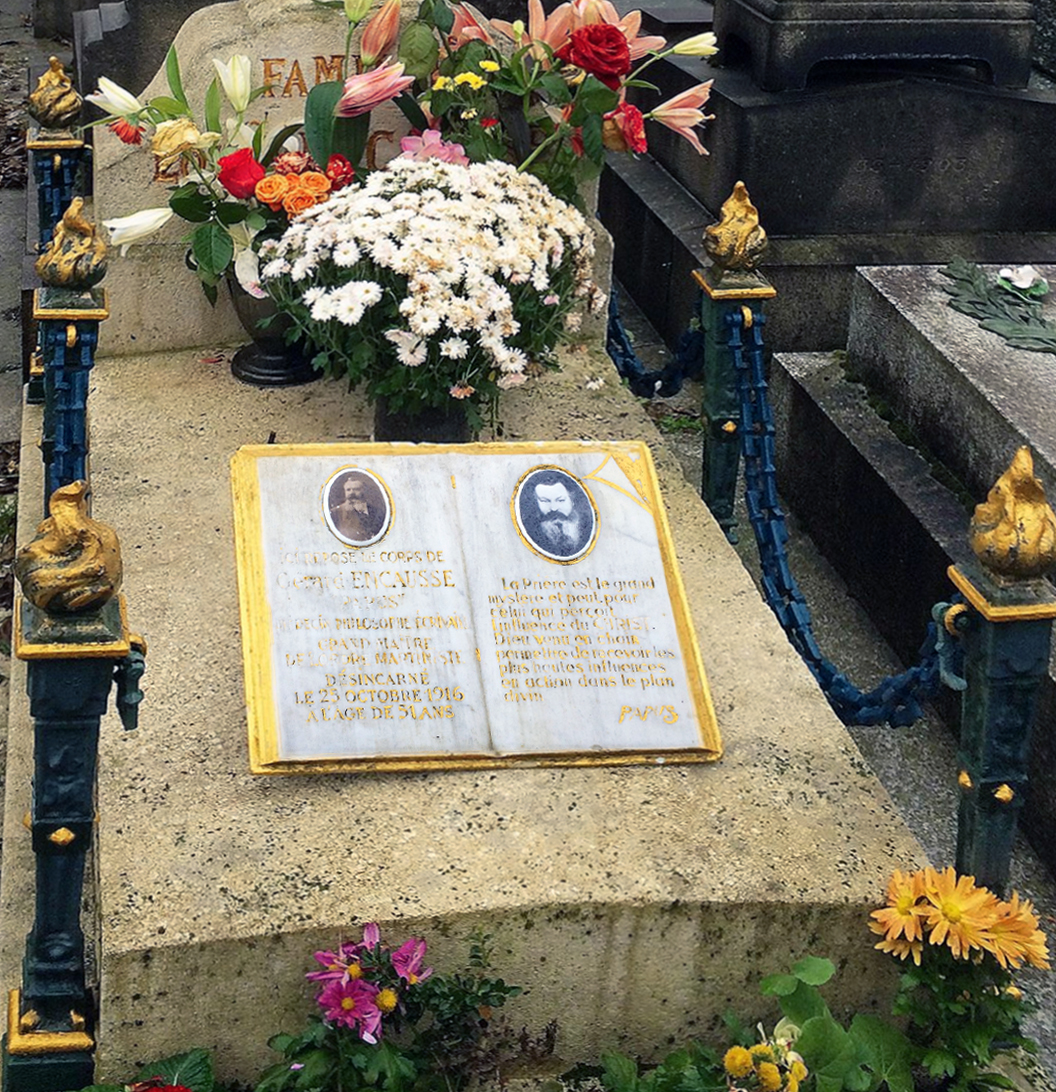
Tomba di Papus al Cimitero Père Lachaise di Parigi.

Il suo incontro con Maître Philippe di Lione, noto taumaturgo, forse il più potente e famoso, cambierà la sua visione del mondo. Papus diventerà il più tenace sostenitore della mistica cristiana e della via cardiaca che Saint-Martin chiamò la Via Interiore.
Continuò comunque ad essere un tenace ricercatore della verità, ed abbiamo ragione di credere che continuò gli studi sulla magia e sulle antiche iniziazioni. Appartenne anche alla Chiesa Gnostica, di cui ricoprì importanti incarichi; si ha notizia della sua presenza anche negli ambienti della Golden Dawn, ed autorevole membro del Centro Studi Iniziatici.
Con Maître Philippe si recò in Russia alla corte degli Zar da sempre appassionati di scienze esoteriche; qui si scontrerà con Rasputin, del quale ebbe a dire: " è un'antera in cui sono racchiuse tutte le sozzure del mondo". Si dice, ma non ci sono prove certe, che si recò anche in India. Quando scoppiò la prima guerra mondiale, fu al fronte, medico a bordo di un'ambulanza. Qui forse a causa dei gas impiegati in guerra, si ammalerà gravemente ai polmoni. Rimpatriato, pur sapendo di non avere speranze continuò il suo lavoro di medico e ricercatore, fino al 25 ottobre 1916, quando morirà all'ospedale della Carità di Parigi.

## Personaggio
Di fronte alla personalità del Papus i pareri divergono e si oppongono. Per gli occultisti, quest'uomo fu un genio che studiò, praticò e operò nel mondo scrivendo anche un considerevole numero d'opere che ancora oggi sono un'autorità in questo campo. I suoi discepoli sostengono che pochi si sacrificarono come Lui alla causa che aveva intrapreso. Senza dubbio Papus attirò mistici e ricercatori eccezionali, li condusse nell'opera comune tanto ricercata ed utile agli "uomini di desiderio" (per usare un termine tipico del martinismo).
Papus dedicò tutto se stesso alle scienze dette occulte. È ritenuto fra i padri dell'occultismo moderno e viene ricordato per essere stato il fondatore dell'Ordine Martinista (1888) e del Martinismo, corrente esoterico-filosofica basata sulle idee del Filosofo Incognito Louis Claude de Saint-Martin. Fu lui che fece dei Martinisti dei seri e stimati "operai di Cristo" (anche questo un termine martinista). Fu uomo d'azione e di preghiera e sintetizzò una miriade di correnti diverse e fino ad allora disperse.
Papus propose tre percorsi: la conoscenza dell'uomo (scienza psichica); la conoscenza della natura (l'alchimia); la conoscenza di Dio (la mistica). Con lui i ricercatori Cercheranno (il seme da piantare), Rispetteranno (insegnare, esaminare e dunque coltivare la vera natura umana) gli altri ricercatori, Divideranno (secondo criteri stabiliti) con altri ciò che hanno raccolto.
Massone “di frangia”, fu Gran maestro della "Grande Loggia swedenborgiana di Francia" e organizzatore della conferenza internazionale massonica, che si svolse a Parigi il 24 giugno del 1908.
Alla sua morte, nel 1916, la sua opera è stata continuata dal figlio Philippe, che adottò il medesimo pseudonimo Papus.

## I Tarocchi di Papus

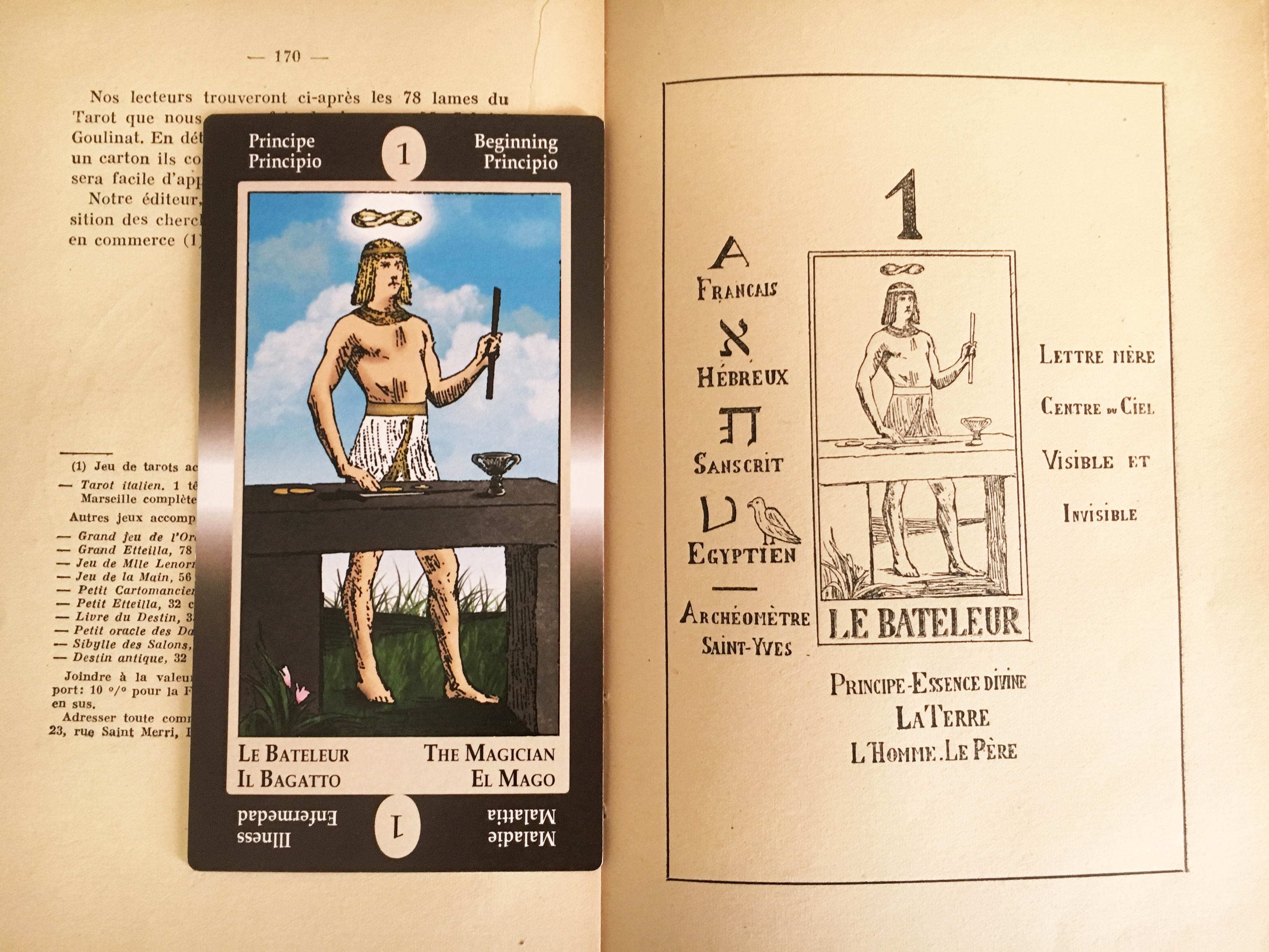
Il Bagatto dai Tarocchi di Papus, nella versione originale del 1909 (a destra) e nella edizione del centenario (a sinistra).

A Papus si deve un trattato sui Tarocchi intitolato Clef absolue de la Science occulte. Le Tarot des Bohémièns (Paris 1889), "ad uso esclusivo degli iniziati" (come scrisse nella prefazione all'opera) nel quale spiegò i significati dei 78 Arcani sviluppando le dottrine cabbalistiche sui Tarocchi definite da Eliphas Lévi trent'anni prima. A lui si deve l'interpretazione degli Arcani su tre diversi livelli esistenziali: fisico, intellettuale e spirituale.
Venti anni più tardi, Papus pubblicò una nuova opera sull'argomento, Le Tarot divinatoire (Paris 1909) dedicata specificamente alla cartomanzia. Il volume era accompagnato dalle illustrazioni di un nuovo mazzo di Tarocchi ideato dallo stesso Papus solo per quanto riguarda i 22 Arcani Maggiori, mentre i 56 Arcani Minori furono copiati dai Tarocchi egizi di Etteilla, una mazzo che ebbe una straordinaria diffusione nel corso del secolo XIX e oltre. Ogni carta riportava, accanto all'illustrazione centrale, la corrispondenza astrologica, il rapporto con una lettera di lingua antica (latino, sanscrito, ebraico ed egiziano) ed infine il segno watan ideato da Saint-Yves d'Alveidre nel suo L'Archéometre (pubblicato postumo nel 1911).

## Opere tradotte in italiano
- Le arti divinatorie, Castel Negrino, 2006
- Ciò che deve sapere un maestro massone, Atanòr, 2005
- La reincarnazione e la metempsicosi, I Dioscuri, 1989 (anche Bastogi, 1998)
- La scienza dei numeri, Atanòr, 1984
- Chiromanzia sintetica e analitica, Atanòr
- Magia bianca-magia nera, Napoleone, 2000
- Il carattere rivelato dalla fisionomia, L'Airone Editrice, 1996
- Ciò che deve sapere un maestro massone, Brancato, 1995
- I tarocchi. L'arte della divinazione attraverso la cartomanzia, Napoleone, 1993
- Morte e reincarnazione, Casa del Libro, 1990
- Trattato di magia pratica, I Dioscuri, 1989
- La filosofia occulta e la magia, I Dioscuri, 1989
- Trattato pratico di scienze occulte, Edizioni del Gattopardo, 1971
- Ciò che deve sapere un maestro massone, Mondi Velati Editore, 2013
- Sulla costituzione dell'essere umano. Il corpo, l'astrale, lo Spirito e le loro corrispondenze, Edizioni indipendenti, 2020, ISBN 9798642214046